# IZArc
IZArc ist ein Datenkompressionsprogramm für Microsoft Windows und iOS.
Die grafische Benutzeroberfläche fügt sich per Drag and Drop und Kontextmenüs nahtlos ins Betriebssystem ein. IZArc beherrscht die AES-Verschlüsselung (Rijndael mit 256 Bit) und kann verteilte sowie selbstentpackende Archive erstellen. Das Programm ist in über 40 Sprachen verfügbar.
IZArc kann komprimierte Dateien der folgenden Formate bearbeiten: 7z, PAK, BGA (GZA, BZA), BH, BZ2 (TBZ), CAB, JAR, LHA, TAR, tar-gzip, cpio, YZ1, ZIP. Weitere Formate wie RAR können zumindest geöffnet werden. Der Funktionsumfang von IZArc ähnelt sehr stark dem von TUGZip.

## Kritik
Vorherige Versionen von IZArc bis Version 4.1.9 enthielten Adware wie OpenCandy und SweetIM. Nachdem sich dies aber sehr negativ ausgewirkt hatte, hat man sich dazu entschlossen, diese wieder aus der Installationsroutine zu entfernen und auf reguläre Spenden zu vertrauen.